# اگه یه روز
«اگه یه روز» یا «اگه یه روز بری سفر» آهنگی از فرامرز اصلانی است که در آلبوم اگه یه روز (دلمشغولی‌ها) در دههٔ ۱۳۵۰ منتشر شد. مایهٔ این ترانه جدایی، دوری و سفر است.
این قطعه را آرمیک تنظیم کرده است.

## دربارهٔ ترانه
در سال ۱۹۷۲ یا ۷۳ (برابر با ۱۳۵۱) در آمریکا وقتی فرامرز اصلانی در یک شب بارانی در ترافیک گیر کرده بود صدای برف‌پاک‌کن ماشینش در ذهن او ترانه اگه یه روز را ساخت.

## بازخوانی‌ها
اصلانی در سال ۲۰۱۱ «اگه یه روز» را همراه با داریوش اقبالی بازخوانی کرد. این ترانه پیش‌تر توسط ویگن نیز خوانده شده بود.
«اگه یه روز» ترانهٔ ماندگاری شده است و به لهجه‌های مختلف و توسط مردم کشورهای مختلف از کره‌ای گرفته تا آمریکایی در یوتیوب یافت می‌شود. آژدا پکان خوانندهٔ ترکیه‌ای این ترانه را در سه آلبومش به سه گونهٔ مختلف خوانده است. دنیز سکی دیگر خوانندهٔ ترک برای این ترانه ویدیوکلیپ نیز ساخته است. همچنین آن را به زبان اسپانیایی و زبان‌های دیگر خوانده‌اند.

### نسخهٔ تالیسکار
در سال ۲۰۲۳ الیونور ملیساند و باب انژی اعضای پروژهٔ موسیقی تالیسکار، نسخهٔ فرانسوی زبان «اگه یه روز» را با نام «آزاد» (به فرانسوی: LIBRE) و با هشتگ زن، زندگی، آزادی منتشر کردند. اعضای تالیسکار طی سفری که سه سال پیش‌تر به ایران داشتند با قطعهٔ «اگه یه روز» آشنا شده بودند.

پس از انتشار قطعهٔ «آزاد» اصلانی با ابراز خرسندی از بازخوانی تالیسکار در صفحهٔ اینستاگرامش نوشت:
تالیسکار در سرودهٔ خود از سیمرغ می‌گوید که روزی باز بال و پر خواهد گشود و ایران، روزهای تاریک را پشت سر خواهد نهاد و دوباره گوهر تابان مشرق زمین خواهد شد. همچون بارها در گذشته، افتخار می‌کنم که هنرمندان بین‌المللی گوناگون به این ترانه من گرایش دارند و دیروز و امروز را بهم می‌پیوندند و ترانه‌های مرا بگوش نسلی دیگر می‌رسانند.